# Safran Power Units

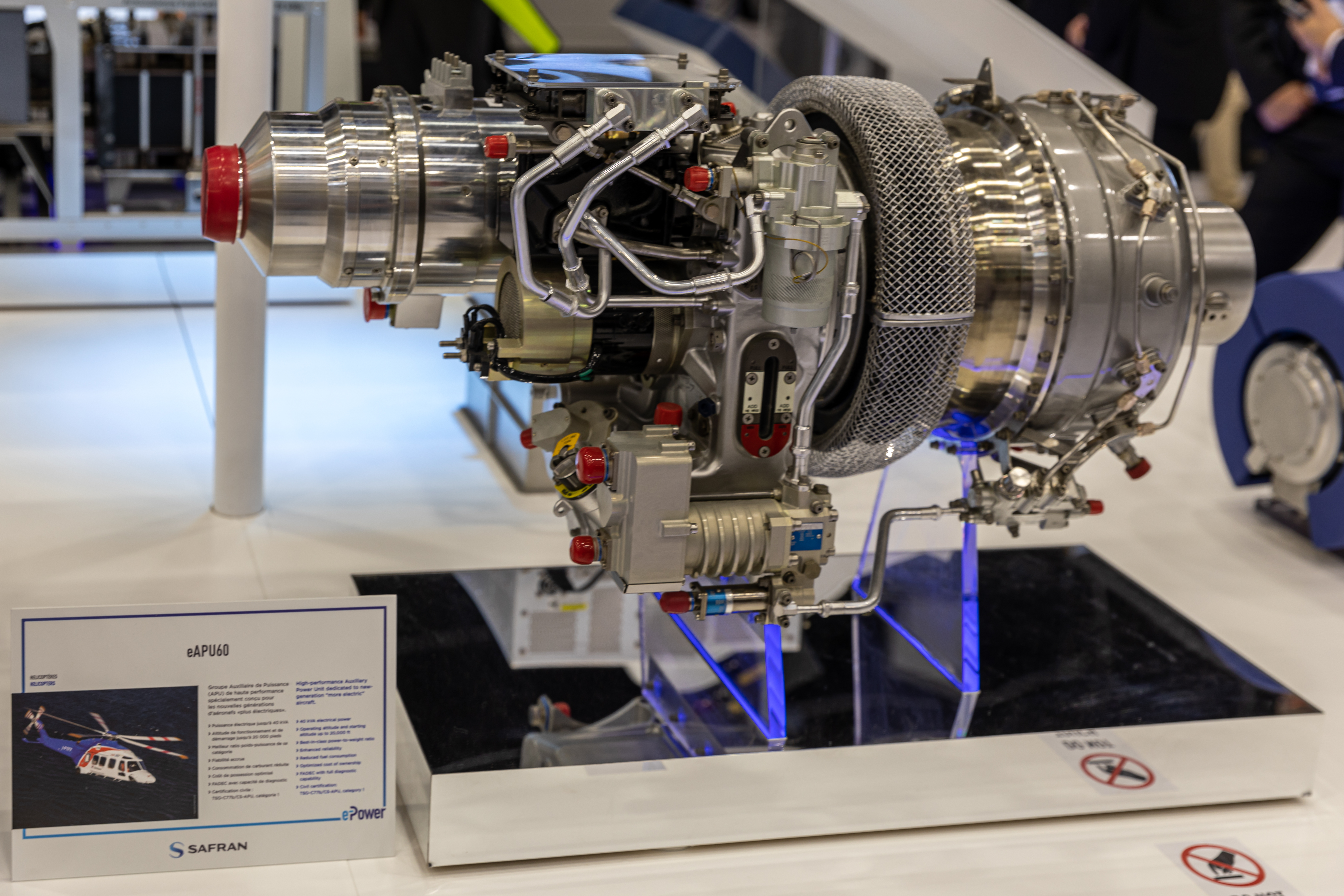
Safran eAPU60 auf der Pariser Luftfahrtschau

Safran Power Units (früher Microturbo) ist ein französischer Hersteller von Gasturbinen und daraus abgeleiteten Produkten. Das Unternehmen wurde 1961 in Toulouse gegründet und gehört heute zur Safran-Gruppe.
Schwerpunkte des Unternehmens sind vier Bereiche: die Entwicklung und Herstellung von Strahltriebwerken für Lenkflugkörper und Drohnen, von Hilfsgasturbinen für Auxiliary Power Units (APU) und Bodenbetrieb (GPU)s sowie von Anlassern auf Gasturbinenbasis. Erstes Produkt war ein Anlasssystem für das Snecma-Atar-Strahltriebwerk der Dassault Mirage. 1981 wurde das Unternehmen von der Labinal-Gruppe übernommen, kam im Jahr 2000 zu Turboméca und gehört seit Mai 2005 durch die Fusion von Snecma und Sagem zu Safran.
Neben dem Hauptsitz in Frankreich gibt es die Tochtergesellschaften Microturbo Ltd. in England, Microturbo Inc. in den USA und die Microturbo Australasia in Australien. Der Umsatz liegt bei 80 Millionen Euro (2005), der von 600 (3/2006) Beschäftigten erbracht wird. Die Firma ist damit das derzeit zweitgrößte Unternehmen für Klein-Turbotriebwerke.
Jüngere Produkte sind die Startereinheiten für das PowerJet SaM146 und für das Turboproptriebwerk TP400 für den Airbus A400M.
Bis zum 50-jährigen Bestehen (2011) konnte das Unternehmen zusammen über 12000 Einheiten  aus allen vier Bereichen ausliefern.

## Produktreihen
- Microturbo Cougar
- Microturbo Eclair
- Microturbo Emeraude
- Microturbo Espadon
- Microturbo Noelle
- Microturbo Jaguar
- Microturbo Rubis
- Microturbo Saphir
- Microturbo TRS
- Microturbo TRI